# Wilhelm-Peter Söhnges

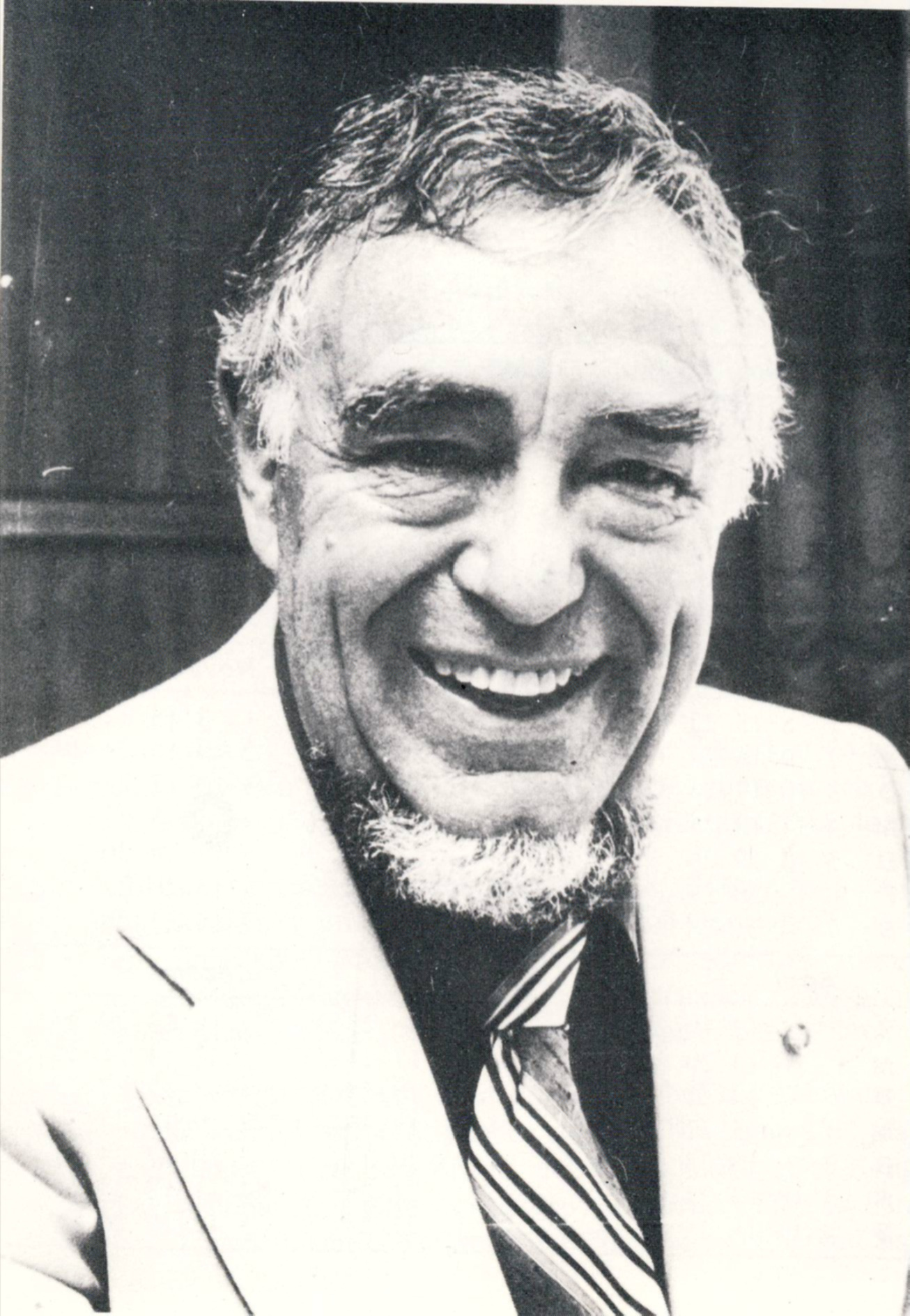
Wilhelm-Peter Söhnges

Wilhelm-Peter Söhnges (* 22. Februar 1905 in Krefeld; † 30. März 1985 in München) war ein deutscher Augenoptikermeister. Er wurde vor allem bekannt durch seine Forschungsarbeiten und Erfindungen im Bereich der Cornealkontaktlinse und Multifokallinse.

## Leben
Wilhelm-Peter Söhnges wurde am 22. Februar 1905 in Krefeld als Sohn der Kaufmannseheleute Wilhelm und Paula Söhnges geboren. Nach dem Abschluss der Oberrealschule absolvierte er seine Ausbildung im optischen und feinmechanischen Handwerk mit der Gesellenprüfung. Die folgenden Jahre führten ihn durch verschiedene Städte Westfalens und zuletzt nach Berlin, wo er zum Filialleiter der Optikerfirma Messter aufstieg. Vor der Prüfungskommission der Handwerkskammer in Berlin legte er am 27. April 1930 erfolgreich die Meisterprüfung im optischen Handwerk ab.
Im Anschluss an Studienreisen nach England und Nordamerika gründete Wilhelm-Peter Söhnges seinen ersten augenoptischen Betrieb in der damaligen Reichshauptstadt Berlin. Schon ein Jahr später errichtete er in Beelitz, Trebbin und Mittenwalde drei weitere Filialen. Nachdem seine berufliche Tätigkeit bisher vorwiegend auf die Versorgung mit konventionellen Sehhilfen ausgerichtet war, begann er 1934 mit der Forschung auf dem Gebiet der Haftschalen.
Im Jahre 1935 eröffnete er an der Ecke Kurfürstendamm/Joachim-Friedrich-Straße ein augenoptisches Fachgeschäft. Die Forschungs- und Entwicklungsarbeiten auf dem Sektor der Kontaktgläser nahmen ihn bald so sehr in Anspruch, dass er – wohl als einer der ersten Augenoptiker – auf den Handel mit fotografischen Artikeln und optischen Messinstrumenten verzichtete. Durch Kriegseinwirkungen wurden die Berliner Betriebe 1943 und 1944 restlos zerstört, so dass die Forschungsarbeiten auf dem Gebiet der Skleralschalen unterbrochen werden mussten.
In den letzten Monaten des Zweiten Weltkrieges zerstreute sich die Familie nach Bayern, Tirol und Vorarlberg. Im Oktober 1945 fand sie sich in Starnberg wieder zusammen, wo Wilhelm-Peter Söhnges einen neuen Grundstein für sein weiteres Wirken legte. Mit Unterstützung des Münchner Oberbürgermeisters Thomas Wimmer konnte er im Münchner Vorort Nymphenburg seine Entwicklungs- und Forschungsarbeiten auf dem Haftschalensektor fortsetzen. Hier entstand auch eines der ersten Kontaktlinseninstitute der Bayerischen Landeshauptstadt, wohl eines der ältesten in Deutschland überhaupt. Neben den Forschungsarbeiten auf dem Gebiet der Cornealkontaktlinsen befasste er sich auch mit der Konstruktion von Refraktionseinheiten. Die erste dieser Augenuntersuchungseinrichtungen überhaupt wurde bereits 1950 patentiert.
Am 29. März 1950 eröffnete er in der Brienner Straße in München ein augenoptisches Fachgeschäft. Im darauffolgenden Jahr traf er dann mit den Fachleuten Neill (USA) und Dickinson (Großbritannien) zusammen, um in gemeinsamer Arbeit der Mikro-Kontaktlinse zum Durchbruch zu verhelfen. Sie gründeten 1954 die "International Society Of Contact Lens Specialists" (ISCLS), der eine Reihe von Ophthalmologen, Kontaktlinsenhersteller und Kontaktlinsenanpasser beitraten. Zum ersten Präsidenten dieser Gesellschaft wurde Wilhelm Peter Söhnges gewählt.
Als Schwesterfirma der Söhnges Optik gründete er am 25. Juli 1956 zusammen mit Rudolf Müller aus Stuttgart die Deutsche Contact Linsen GmbH, ein Unternehmen, das sich ausschließlich mit Entwicklung, Herstellung und Vertrieb von Kontaktlinsen weltweit beschäftigen sollte. Die Jahre 1956 und 1957 standen überwiegend im Zeichen von Vortragsreisen durch die Vereinigten Staaten. Dort wurde ihm der Titel „Doctor of Ocular Science“ durch das Illinois College of Optometry in Chicago verliehen.
Da es die Verhältnisse nach dem Krieg wieder erlaubten, wurde schließlich am 1. April 1958 sein augenoptisches Fachgeschäft am Kurfürstendamm in Berlin wieder eröffnet. In London erhielt er 1959 als erster Träger die "Friedrich-Wilhelm-Herrschel-Medaille" in Gold, die von der ISCLS für hervorragende Arbeiten auf dem Gebiet der Kontaktlinsen verliehen wird. In diesen Jahren entwickelte Söhnges Optik eine Reihe von patent- und gebrauchsmusterfähigen Innovationen als deren wichtigste wohl die Multifokal-Kontaktlinse angesehen werden kann, die im Jahre 1961 zum Patent angemeldet wurde.
Die Erfolge der augenoptischen Fachgeschäfte in München und Berlin führten zur Eröffnung weiterer Filialen im Europa-Center und in der Reichsstraße in Berlin. Im Jahre 1968 wurde ein Fabrikations- und Verwaltungsgebäude in der Blütenstr. 15, München, errichtet. Am 1. April 1969 übernahm die Firma Söhnges Optik das Fachhaus für Optik und Fotografie Otto Kröner direkt am Münchner Marienplatz und baute es zu einem reinen augenoptischen Fachgeschäft mit den Schwerpunkten Kontaktlinsen und Brillen um.
Wilhelm-Peter Söhnges wurde 1965 zum Honorarkonsul der Republik Honduras für den Freistaat Bayern ernannt.
1970 erhielt er das Bundesverdienstkreuz 1. Klasse und 1974 den Bayerischen Verdienstorden.

## Familie
Wilhelm-Peter Söhnges heiratete am 1. Oktober 1936 Annemarie Krüger. Aus dieser Ehe gingen drei Kinder hervor.